# شريف أباد (أرومية)
شريف أباد هي قرية في مقاطعة أرومية، إيران. يقدر عدد سكانها بـ 132 نسمة بحسب إحصاء 2016.